# Gare de Lerkendal
La gare de Lerkendal est une halte ferroviaire de la ligne de Leangen dans le quartier de Lerkendal et fut mise en service en 1988. Elle se situe à 4.66 km de la gare de Trondheim. Au départ la ligne ne servait qu'au transport de marchandises. La halte ferroviaire se situe entre la SINTEF et le Lerkendal Stadion.